# Stenolebias
Stenolebias es un género de peces de agua dulce, de la familia de los rivulinos en el orden de los ciprinodontiformes, distribuidos por ríos y aguas estancadas de América del Sur en un área muy restringida, la cuenca fluvial del Río Paraguay.
El nombre Stenolebias deriva de dos palabras griegas: stenos, que significa estrecho, y lebias, una clase de pequeño pez.

## Especies
Se consideran dos especie válidas en este género:
- Stenolebias bellus Costa, 1995
- Stenolebias damascenoi (Costa, 1991)